# Federico Madrazo

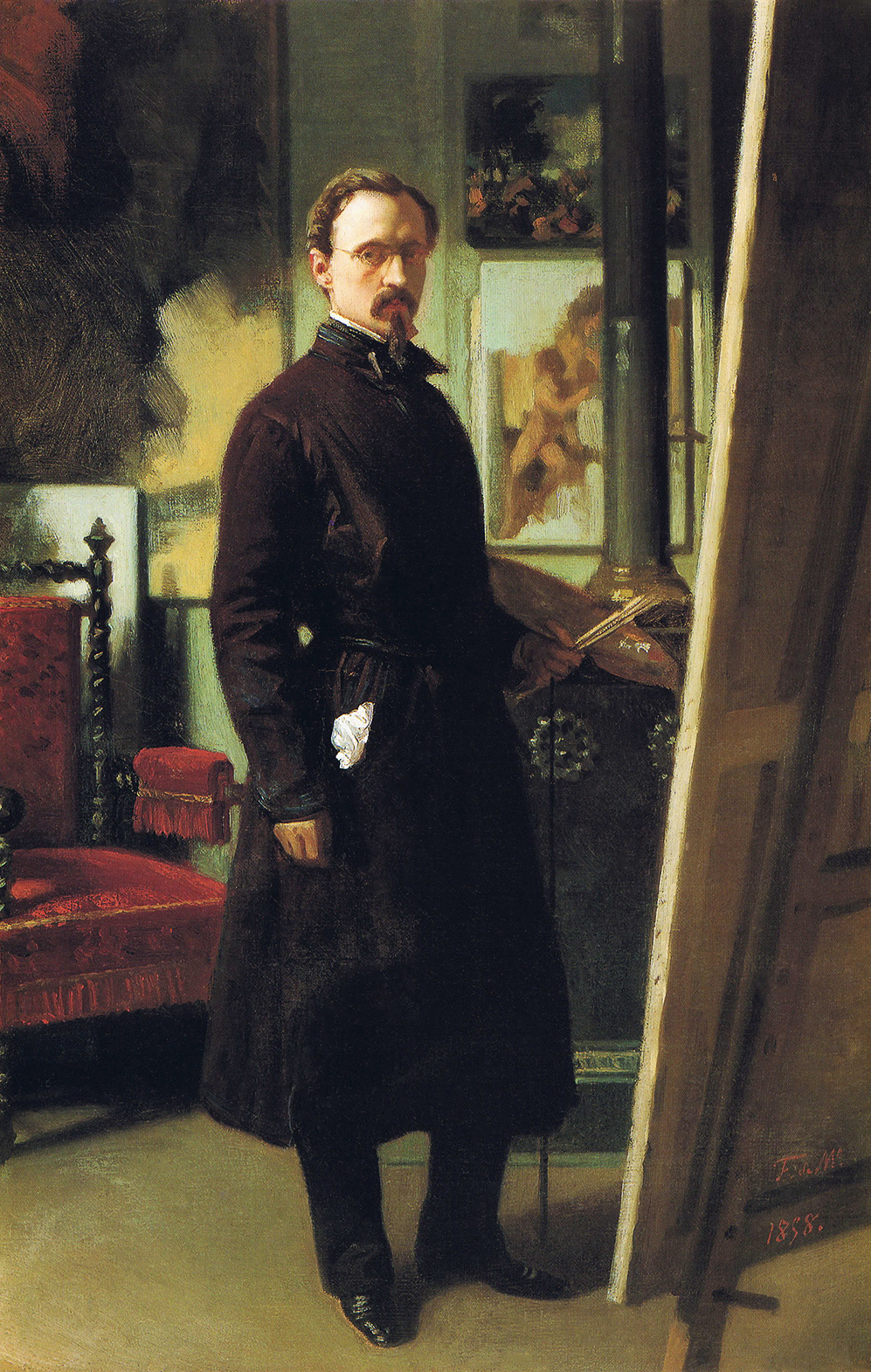
Autoportret, 1858

Federico de Madrazo y Kuntz (ur. 9 lutego 1815 Rzymie, zm. 11 czerwca 1894 Madrycie) – hiszpański malarz.
Pochodził z rodziny o tradycjach artystycznych, był synem neoklasycznego malarza José Madrazo i Izabeli Kuntz Valentini, córki polskiego malarza Tadeusza Kuntze. Jego braćmi byli Pedro i Luis Madrazo. Jego synowie Raimundo i Ricardo Madrazo również zostali malarzami, a córka Cecilia była matką malarza Mariano Fortuny.
Uczył się w madryckiej szkole Alberto Lista, a mając 19 lat wstąpił do Królewskiej Akademii Sztuk Pięknych św. Ferdynanda. Na tę prestiżową uczelnię dostał się dzięki obrazowi Powściągliwość Scypiona.
Razem z przyjacielem ojca, francuskim malarzem Dominique Ingresem wyjechał do Paryża, gdzie jego twórczość nabrała romantycznego stylu. Spędził dwa lata w Rzymie po czym powrócił do Hiszpanii. W Madrycie został mianowany nadwornym malarzem królowej Izabeli II. Był dyrektorem muzeum Prado, jednak stracił tę posadę z wybuchem antymonarchistycznej rewolucji w 1868 roku. Był również rektorem Królewskiej Akademii Sztuk Pięknych św. Ferdynanda. Współpracował z różnymi czasopismami (m.in. El Artista) dostarczając miedzioryty i rysunki, a czasem artykuły na temat malarstwa i sztuki. Malował portrety arystokratów i osobowości kultury oraz obrazy o tematyce historycznej.